# Scrivimi fermo posta
Scrivimi fermo posta (The Shop Around the Corner) è un film del 1940 prodotto e diretto da Ernst Lubitsch, tratto dalla commedia Parfumerie (1937) del commediografo ungherese Miklós László, interpretato da James Stewart e Margaret Sullavan.
Ha avuto due remake, il musical del 1949 I fidanzati sconosciuti e il film del 1998 C'è posta per te.

## Trama
Alfred e Klara, due commessi di Budapest che lavorano nello stesso negozio di articoli da regalo, di proprietà del signor Matuschek (il "negozio dietro l'angolo" cui allude il titolo originale in lingua inglese del film), corrispondono per lettera ignorando l'uno l'identità dell'altro: mentre per lettera hanno iniziato una romantica relazione epistolare che li ha portati a innamorarsi, nella realtà si detestano. La vicendevole antipatia cresce a mano a mano che aumenta la loro relazione epistolare. Nel frattempo il signor Matuschek scopre di essere stato tradito dalla moglie con un suo dipendente: egli sospetta di Alfred e lo licenzia senza ragione. Proprio quella sera Alfred e Klara avevano il primo appuntamento in un locale: lui la riconosce e la avvicina senza svelare la sua identità, ora che ha perso il lavoro.
Un investigatore assunto da Matuschek comunica a quest'ultimo che l'amante di sua moglie è in realtà un altro dei suoi dipendenti: Matuschek tenta il suicidio, ma viene salvato dal fattorino Pepi. Portato in ospedale, chiama a sé Alfred, si scusa con lui e lo nomina direttore del negozio.
La sera della vigilia di Natale, alla chiusura del negozio, Alfred infine si rivela a Klara riuscendo a farsi benvolere e poi amare da lei.

## Remake
- I fidanzati sconosciuti (In the Good Old Summertime), un musical del 1949 diretto da Robert Z. Leonard, con protagonisti Judy Garland e Van Johnson
- C'è posta per te (You've Got Mail) un film di Nora Ephron del 1998 in cui i due protagonisti sono titolari di due librerie concorrenti e si scrivono attraverso la posta elettronica. Il negozio gestito dalla protagonista femminile, Meg Ryan, si chiama appunto «the shop around the corner». L'interprete maschile è Tom Hanks.

## Riconoscimenti
- Inserito dall'American Film Institute al ventottesimo posto tra i cento migliori film sentimentali di tutti i tempi (2002).
- Inserito nella Lista di film preservati nel National Film Registry (1999)[1]
- Inserito nell'elenco dei 100 più grandi film secondo il Time.

## Doppiaggio
Questo film fu doppiato in italiano negli Stati Uniti d'America da attori italo-americani e italiani che in quel periodo si erano trasferiti oltreoceano, nel 1944. Le voci dei due protagonisti sono quelle di Augusto Galli e sua moglie Rosina Galli.